# Jean Castaneda
Pour les articles homonymes, voir Castaneda (homonymie).
Jean Castaneda, né le 20 mars 1957 à Saint-Étienne, est un footballeur puis entraîneur français. Il évolue au poste de gardien de but de la fin des années 1970 au début des années 1990.

## Biographie
C'est à l'AS Saint-Étienne que Jean Castaneda a commencé sa carrière professionnelle comme gardien de but. Formé par le célèbre Ivan Curkovic, il y a fait l'essentiel de sa carrière. Pendant les années fastes des Verts (1974-76), Castaneda est le numéro trois dans le but stéphanois derrière Curkovic et Esad Dugalic. Il est toutefois sur le banc lors de la célèbre finale de la Coupe des Champions 1976 contre le Bayern de Munich (0-1) à la faveur d'une blessure de Dugalic.
Au début de la saison 1980-1981, Jean Castaneda est titularisé à la suite de la baisse de forme de Curkovic. Son ascension est météorique, aidée en partie par le manque de gardiens de classe internationale en France à l'époque... et par la pression des médias qui voient en lui le grand portier qui fait défaut aux Bleus. Son style félin et ses origines espagnoles lui valent le surnom d'El Gato (le chat). Jean Castaneda débute en équipe nationale le 18 février 1981 face à l'Espagne en amical (0-1 sur penalty) puis fait concurrence à Dominique Baratelli et Dominique Dropsy dans le but français sans véritablement s'imposer, démontrant notamment de criantes faiblesses sur les balles aériennes (malgré son 1,91 m...) qui coûtent à la France deux buts et une défaite évitable (2-3) en Irlande, en éliminatoires de la Coupe du monde 1982. La qualification obtenue, Jean Castaneda fait partie des 22 sélectionnés pour le Mundial en Espagne, mais se voit préférer à la surprise générale un Jean-Luc Ettori qui s'avérera lui aussi peu inspiré. Jean Castaneda ne disputera qu'un seul match de la formidable aventure des Bleus, celui pour la troisième place face à la Pologne... au cours duquel il commet deux lourdes erreurs qui valent aux Tricolores une nouvelle défaite évitable (2-3). Le célèbre attaquant anglais Stanley Matthews, commentant la rencontre pour une chaîne de télévision canadienne, aura ce mot impitoyable : « Jusqu'à présent, je me demandais pourquoi [le sélectionneur national] Michel Hidalgo faisait jouer Ettori. Après avoir vu jouer Castaneda, je connais la réponse à cette question. »
Avec la montée en puissance de Jean-Pierre Tempet et surtout Joël Bats, sa carrière internationale s'achève sur une ultime sélection face à la Hongrie (1-0, amical) en octobre 1982. En club, il reste fidèle à ses couleurs, connaissant la descente des Verts en Division 2, puis la remontée, avant de partir à l'intersaison 1989 pour l'Olympique de Marseille de Bernard Tapie, à l'époque la force dominante du football français. Il y effectuera une dernière saison comme doublure de Gaëtan Huard. À la suite d'une blessure de ce dernier il jouera tout de même les deux demi-finales de la Coupe d'Europe des clubs champions contre le Benfica Lisbonne. Lors du match retour à Lisbonne, les Marseillais sont éliminés sur un but resté tristement célèbre, puisque marqué de la main par Vata.

L'année suivante il prend en main l'entraînement des gardiens, puis la responsabilité du centre de formation, avant de devenir entraîneur adjoint. Il rejoint en 1997 le club d'Istres comme entraîneur puis directeur sportif jusqu'en décembre 2001. Ensuite, Castaneda entraîne le club qatari d'Al Rayyan d'août 2002 à décembre 2004. Depuis octobre 2005, il entraîne le club d'Endoume en CFA, la quatrième division nationale. Le 6 mars 2009, Castenada prend les commandes du Club sportif constantinois, club de 2e division algérienne.

## Carrière
- 1977-1989 : AS Saint-Étienne
- 1989-1990 : Olympique de Marseille
- 1er match en Ligue I : Paris FC - St Étienne le 27/04/1979[1]

## Palmarès

### En club
- Champion de France en 1981 avec l'AS Saint-Étienne et en 1990 avec l'Olympique de Marseille
- Champion de France de Division 3 en 1980 avec la réserve de l'AS Saint-Étienne
- Finaliste de la Coupe d'Europe des Clubs Champions en 1976 avec l'AS Saint-Étienne
- Vice-champion de France en 1982 avec l'AS Saint-Étienne
- Finaliste de la Coupe de France en 1981 et en 1982 avec l'AS Saint-Étienne
- Demi-Finaliste de la Coupe d'Europe des Clubs Champions en 1990 avec l'Olympique de Marseille

### En équipe de France
- 9 sélections entre février 1981 et octobre 1982
- Participation à la Coupe du Monde en 1982 (4e)